# 岳美
岳美（たけみ、本名：加藤 岳美（かとう たけみ）、1978年7月9日 - ）は、日本の女優、モデル。静岡県出身。川崎事務所所属。2009年12月24日に入籍。

## 主な出演作品

### テレビドラマ
- はなきんデータH（1995 - 1996年、テレビ朝日系） - レギュラー
- 闇のパープル・アイ（1996年、テレビ朝日系）
- エコエコアザラク 第14話（1997年、テレビ東京系） - 関根翔子 役
- スーパー戦隊シリーズ（テレビ朝日）
  - 未来戦隊タイムレンジャー 第1話（2000年） - 時間保護局隊員 役
  - 百獣戦隊ガオレンジャー（2001年 - 2002年） - テトム 、ムラサキ  役
- Love Story 第6話（2001年、TBS系） - ホステス 役
- 三匹が斬る! 高嶋政伸版 第9話（2002年6月10日、テレビ朝日系） - おみよ 役
- 水戸黄門 第32部 第10話（2002年、TBS系） - 千夏　役
- 子連れ狼 北大路欣也版 第2シリーズ 第9話（2003年、テレビ朝日系） - おたみ 役
- 相棒 2nd Season 第7話（2003年、テレビ朝日系）
- はぐれ刑事純情派 第16シリーズ第2話（2003年、テレビ朝日系） - 黒川芽衣 役
- 永遠の君へ（2004年3月29日 - 6月25日、フジテレビ系） - 中谷比呂子 役
- おみやさん 第3シリーズ第8話（2004年、テレビ朝日系）
- 警視庁捜査一課9係 Season2 第6話（2007年、テレビ朝日系） - 由梨 役
- さくら署の女たち 第7話（2007年、テレビ朝日系）- 杉原摩樹 役
- Fighting TV SAMURAI - キャスター、レポーター

### 映画
- 劇場版 百獣戦隊ガオレンジャー 火の山、吼える（2001年9月22日公開、東映）- テトム 役
- クラッシャーカズヨシ（2005年9月25日公開、20世紀たぬき） - ポテム 役

### 舞台
- ミュージカル『美少女戦士セーラームーン』（1998年、サンシャイン劇場 他）- セーラーギャラクシア 役
- どん底

### CM
- 参天製薬 サンテピュア
- 森永製菓 小枝
- 資生堂 ティセラ
- トヨタ自動車 クーポンポン
- コカコーラ W杯キャンペーン
- 日テレチャンnight
- 週間マイルームガイド
- 大阪ガス　ガスヒーポン
- 三菱自動車 パジェロミニ
- ローソン おでん祭り
- サントリー ペプシコーラ
- 千葉エイズストップキャンペーン
- メニコン　コンタクトレンズ
- イトーヨーカドー
- 日本通信教育連盟
- 県知事選

### オリジナルビデオ
- 百獣戦隊ガオレンジャーVSスーパー戦隊 - テトム 役
- 忍風戦隊ハリケンジャーVSガオレンジャー - テトム 役